# Luís Araújo
Luís Evangelista Esteves de Araújo MOVM • MSCG • GCC • CvA • GCA • 2 MPSD • 2 MOSD (Porto, 25 de fevereiro de 1949 – Cascais, 2 de dezembro de 2023) foi um General piloto-aviador português.

## Biografia
Filho de Paulino Esteves de Araújo e de sua mulher Ana Maria Evangelista.
O General da Força Aérea Portuguesa Luís Araújo ingressou na Academia Militar em Outubro de 1966 e concluiu o Curso de Aeronáutica em Junho de 1971.
Cumpriu uma missão de serviço no teatro de operações do Norte de Moçambique (Mueda) de Outubro de 1972 a Outubro de 1974, tendo voado cerca de 1000 horas no helicóptero militar Alouette III, integrado na Esquadra 503 do Aeródromo Base N.º 5 (NACALA).
De Outubro de 1974 até Outubro de 1981 serviu na Base Aérea N.º 6 (Montijo), onde foi qualificado em SA-330 Puma e comandou a Esquadra 551 (ALIII) durante 4 anos.
Frequentou o Curso Geral de Guerra Aérea no Instituto de Altos Estudos da Força Aérea (IAEFA) no ano letivo de 81-82 e o 75.º Curso Complementar de Estado-Maior da Royal Air Force no Reino Unido em 1982-3.
Exerceu as funções de Professor do IAEFA e do Instituto de Altos Estudos Militares (IAEM) entre 1983 e 1987, tendo então sido colocado na Divisão de Operações do Estado-Maior da Força Aérea Portuguesa.
Em Março de 1990 foi nomeado Adjunto para a Força Aérea do Ministro da Defesa Nacional, tendo frequentado o Curso de Defesa Nacional no Instituto da Defesa Nacional em Lisboa no ano lectivo de 1990-1.
Nomeado em Setembro de 1991 para uma missão de serviço na Divisão de Operações do Comando Aliado do Atlântico (SACLANT) em Norfolk-EUA, onde exerceu as funções de "Chairman" do Grupo de Trabalho CADIMS (Coordinated Air Defence in Mutual Support).
Em Setembro de 1994 foi nomeado 2.º Comandante da Base Aérea N.º 4 (Lajes - Açores) até Agosto de 1995, altura em que assumiu as funções de Subdirector da Direção de Instrução.
Em Março de 1996 foi nomeado Assessor para a Força Aérea da Casa Militar da Presidência da República.
Assumiu em Outubro de 1997 o Comando da Base Aérea N.º 6 (Montijo), cargo que exerceu até Outubro de 1999.
Comandou a Força Conjunta de Protecção e Recolha de Cidadãos Nacionais na República da Guiné-Bissau, durante a crise político-militar que aí eclodiu em Junho de 1998.
Em Outubro de 1999 foi nomeado para a frequência do Curso Superior de Guerra Aérea no IAEFA, que concluiu em Agosto de 2000.
Como Major-General desempenhou as funções de Subchefe do Estado-Maior da Força Aérea de Outubro de 2000 a Janeiro de 2004.
Em Fevereiro de 2002 foi nomeado Presidente da Missão de Fiscalização e Acompanhamento para a introdução do helicóptero militar EH 101 na Força Aérea pelo Ministro da Defesa Nacional.
Promovido a Tenente-General em 8 de Janeiro de 2004, assumiu as funções de Diretor do Instituto de Altos Estudos da Força Aérea.
Em 4 de Maio de 2005 tomou posse como Diretor-Geral de Política de Defesa Nacional.
Em 18 de Dezembro de 2006 foi promovido a General e tomou posse como Chefe do Estado-Maior da Força Aérea.
No dia 4 de Fevereiro de 2011 tomou posse como 19.º Chefe do Estado-Maior-General das Forças Armadas de Portugal, cargo que exerceu até 6 de Fevereiro de 2014.
O General Luís Araújo era casado com Maria Manuela do Rego Benevides de Araújo, natural de Angra do Heroísmo, ilha Terceira. Tem duas filhas, Mafalda Fogaça Esteves de Araújo (3 de Setembro de 1975) e Joana Fogaça Esteves de Araújo, (9 de Junho de 1978).
Foi feito Membro do Conselho das Antigas Ordens Militares a 9 de Junho de 2016.
Faleceu em Cascais, a 2 de Dezembro de 2023.

### Condecorações[4][5]
Da sua folha de serviço constam várias condecorações, das quais se destacam: 
- Medalha de 2.ª Classe da Cruz de Guerra de Portugal (? de ? de 19??)
- duas Medalhas Militares de Prata de Serviços Distintos de Portugal (? de ? de 19??)
- quatro Medalhas Militares de Ouro de Serviços Distintos de Portugal (? de ? de 19??)
- Medalha de 2.ª Classe da Cruz Naval de Portugal (? de ? de 19??)
- Medalha de 1.ª Classe de D. Afonso Henriques - Mérito do Exército de Portugal (? de ? de 19??)
- Medalha de Ouro de Valor Militar Colectiva de Portugal (? de ? de 19??)
- Cavaleiro da Ordem Militar de São Bento de Avis de Portugal (9 de Junho de 1994)
- Ilustríssimo Senhor Cruz com Distintivo Branco da Cruz do Mérito Aeronáutico de Espanha (17 de Agosto de 1998)
- Excelentíssimo Senhor Grã-Cruz com Distintivo Branco da Cruz do Mérito Aeronáutico de Espanha (20 de Outubro de 2003)
- Excelentíssimo Senhor Grã-Cruz com Distintivo Branco da Cruz do Mérito Militar de Espanha (20 de Fevereiro de 2006)
- Grã-Cruz da Ordem Militar de São Bento de Avis de Portugal (19 de Dezembro de 2007)
- Grande-Oficial da Ordem do Mérito Aeronáutico do Brasil (23 de Novembro de 2009)
- Excelentíssimo Senhor Grã-Cruz com Distintivo Branco da Ordem do Mérito Militar de Espanha (6 de Outubro de 2011)
- Grã-Cruz com Espadas da Ordem Pro Merito Melitensi da Ordem Soberana e Militar Hospitalária de São João de Jerusalém, de Rodes e de Malta (31 de Janeiro de 2012)
- Comendador da Ordem Nacional da Legião de Honra de França (6 de Fevereiro de 2014)
- Grã-Cruz da Ordem Militar de Nosso Senhor Jesus Cristo de Portugal (8 de Maio de 2014)